# مگومی اوهارا
مگومی اوهارا (انگلیسی: Megumi Ōhara؛ زادهٔ ۱۶ آوریل ۱۹۷۵) صداپیشه اهل ژاپن است. وی از سال ۲۰۰۰ میلادی تاکنون مشغول فعالیت بوده‌است.